# Andranik Ozanian

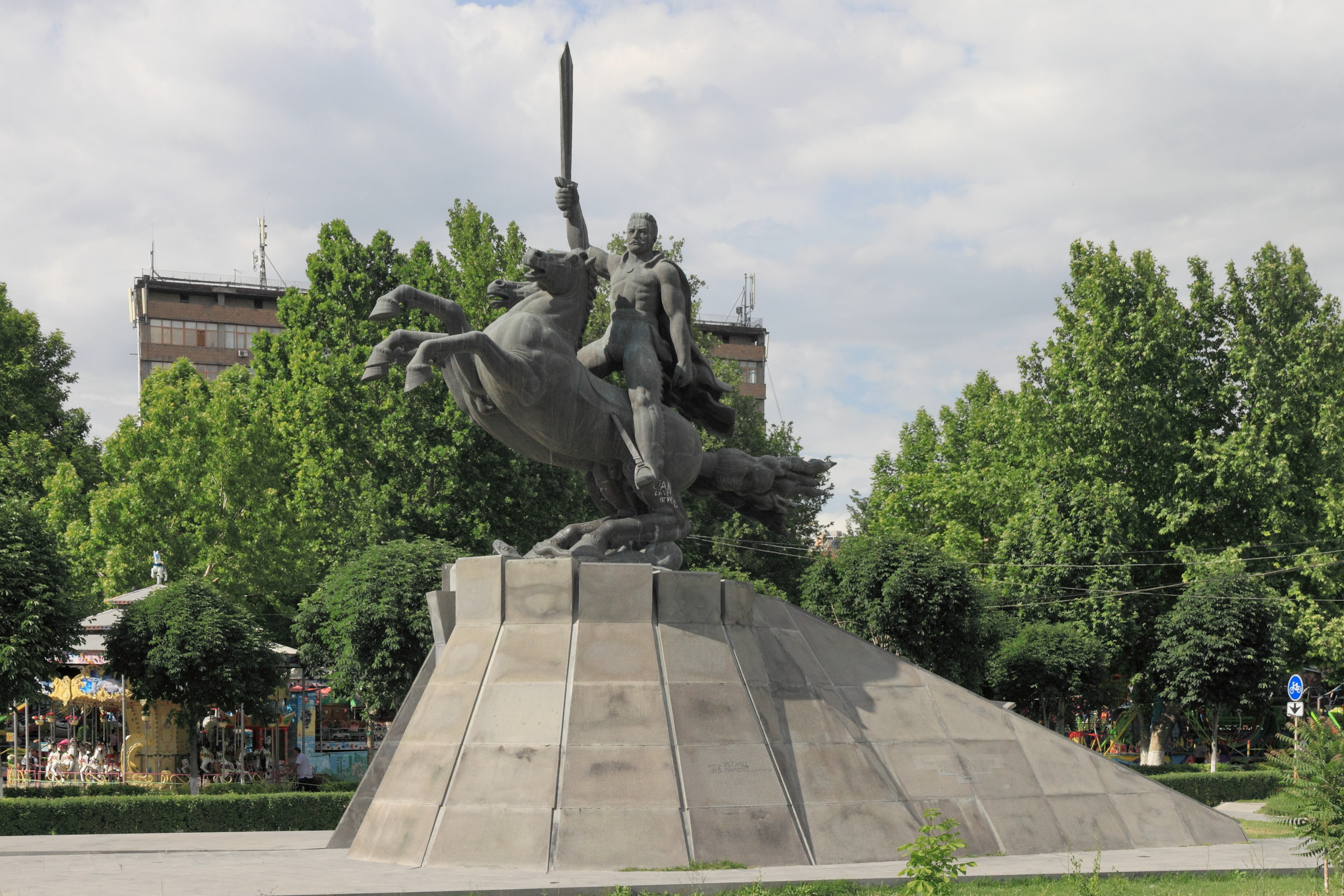
Statua del Generale Andranik Ozanian a Erevan

Andranik Ozanian (Անդրանիկ Թորոսի Օզանյան in armeno; Şebinkarahisar, 25 febbraio 1865 – Chico, 31 agosto 1927) è stato un patriota e generale armeno, considerato eroe nazionale nel suo paese.

## Biografia
Fu un attivista politico e combattente per la libertà poi assunto al grado di generale. Inizialmente dedito all'attività di carpentiere, rimase vedovo in giovane età ed allora si unì ai Fedayyin della milizia armena per combattere l'oppressione dell'Impero ottomano.
Combatté come volontario nelle Guerre balcaniche (1912-1913). Durante la prima guerra mondiale appoggiò le truppe russe come generale dei volontari armeni. Nel 1919 abbandonò l'Armenia e riparò negli Stati Uniti d'America, a Fresno (California).
Le sue spoglie sono attualmente custodite presso il Sacrario Militare Yerablur a Yerevan.